# Main Source (album de Large Professor)
Albums de Large Professor
Beatz Volume 2
(2007) Professor @ Large
(2012)
Main Source est le cinquième album studio de Large Professor, sorti le 15 septembre 2008.

## Liste des titres
| No  | Titre                                                | Contient un (des) sample(s) de                                           | Durée |
| --- | ---------------------------------------------------- | ------------------------------------------------------------------------ | ----- |
| 1.  | The Entrance                                         |                                                                          | 2:15  |
| 2.  | Hot: Sizzlin', Scorchin', Torchin', Blazin'          |                                                                          | 2:57  |
| 3.  | Maica Livin' (featuring Killah Sha et Guardian Leep) | Heaven and Hell Is on Earth du 20th Century Steel Band                   | 3:48  |
| 4.  | Pump Ya Fist Like This (featuring Mikey D et Lotto)  | Thirteen d'Organized Konfusion                                           | 3:13  |
| 5.  | Party Time                                           | Maximus Party de TJ Swann, Peewee Mel & Swann Controllers                | 2:45  |
| 6.  | In the Ghetto                                        |                                                                          | 2:49  |
| 7.  | Hardcore Hip Hop                                     | Tubular Bells de Geoff Love                                              | 3:19  |
| 8.  | Frantic Barz                                         |                                                                          | 3:02  |
| 9.  | Sewin' Love                                          | Gotta Find a Lover de Roy Ayers Impeach the President des Honey Drippers | 2:58  |
| 10. | RuDopeDapnNoyd Pt. 1 (featuring Jeru the Damaja)     |                                                                          | 1:01  |
| 11. | RuDopeDapnNoyd Pt. 2 (featuring Lil' Dap)            |                                                                          | 0:41  |
| 12. | RuDopeDapnNoyd Pt. 3 (featuring Big Noyd)            |                                                                          | 0:48  |
| 13. | Classic Emergency                                    | What's Next de Fantasy                                                   | 2:32  |
| 14. | Rockin' Hip Hop                                      |                                                                          | 3:23  |
| 15. | Large Pro Says                                       |                                                                          | 2:03  |
| 16. | To the Meadows                                       |                                                                          | 1:46  |
| 17. | The Hardest (featuring AZ et Styles P.)              |                                                                          | 4:43  |